# Dům U Netopýra
Dům U Netopýra (čp. 75) je středověký právovárečný měšťanský dům na Mírovém náměstí (dříve Tržní) na Starém Městě v Kadani.

## Dějiny domu a jeho majitelé
Dům U Netopýra je původně středověký právovárečný dům, který byl vystavěn na hlavním kadaňském náměstí již někdy na počátku 14. století. Jako řada dalších staveb na kadaňském Starém Městě byl v průběhu dějin mnohokrát poznamenán ničivými požáry, které zasáhly celé město například v letech 1362, 1746 nebo 1811.
Od 19. století bylo v domě provozováno věhlasné cukrářství. Roku 1896 zde tuto živnost vedl cukrářský mistr Franz Roth, který byl společně se svou manželkou Annou zároveň i majitelem domu. Roku 1927 je pak v úředních materiálech Anna Roth zmiňována jako vdova a jediná majitelka. Cukrárna pravděpodobně zanikla a v roce 1936 je v domě vedena centrála Zemědělské záložny v Kadani, která měla svou pobočku také v Doupově.
Po Druhé světové válce byl dům čp. 75 zkonfiskován československým státem, zemědělská záložna zanikla a v domě byla na nedlouhou dobu otevřena pobočka banky Slavie, vedená tehdy Františkem Klimešem.
Současným majitelem domu U Netopýra je akademický malíř Herbert Kisza.

## Domovní znamení
Na fasádě domu čp. 75 je instalováno čtvercové pískovcové domovní znamení s reliéfem představujícím netopýra. Toto domovní znamení je dílem kadaňského sochaře a výtvarníka Herberta Kiszy, který právě v tomto svém domě otevřel roku 1991 galerii U Netopýra. Během rekonstrukce domu byla ve sklepě a mázhausu objevena početná kolonie netopýrů, a právě tato skutečnost se zřejmě stala inspirací pro vytvoření domovního znamení s motivem netopýra. Jakožto noční živočich je netopýr již od antiky atributem personifikované noci a zejména v dobách renesance se stal velmi oblíbeným symbolem s mnoha významy.

## Zajímavost
Podle pověsti byl kdysi majitelem domu U Netopýra vážený kadaňský měšťan Simosanti, který v něm provozoval vinný šenk. Hlavním dodavatelem vína pro Simosantiho vinárnu byl tehdy jistý vinař Armin z Tušimic. Jednoho dne, když vezl Armin své sudy do Kadaně, potkal jej ďábel, který víno ze zlého rozmaru očaroval. Když chtěl druhý den měšťan Simosanti narazit sudy a stáčet víno, zhrozil se. Místo vína vylézali ze sudů hadi a ještěrky. Proto nechal Simosanti přivolat jednoho měšťana ze Špitálského předměstí, který prý ovládal čarodějná umění. Ten, když přišel, vyslovil nad očarovanými sudy tajemné zaklínadlo, čímž zrušil ďáblovu kletbu. V té chvíli vylézající havěť zmizela a ze sudů začalo téct vynikající víno.